# 1. jugoslovanska brigada (Sovjetska zveza)
Za druge 1. brigade glejte 1. brigada.
1. jugoslovanska brigada je bila brigada v sestavi Narodnoosvobodilne vojske in partizanskih odredov Jugoslavije in ki je delovala med drugo svetovno vojno na področju Kraljevine Jugoslavije. Ustanovljena je bila na področju Sovjetske zveze iz (bivših) vojnih ujetnikov sil osi in so se želeli pridružiti NOV in POJ.

## Organizacija
- štab
- 2x bataljon